# Midnight Family
Midnight Family (en español: Familia de Medianoche) es una serie de televisión dramática mexicana, producida por Fábula y Fremantle para Apple TV+.  La serie será dirigida por la cineasta Natalia Beristáin, y producida por Pablo Larraín, Juan de Dios Larraín, Peter Blake, Mariane Hartard, Ángela Poblete y la propia Beristáin. Esta protagonizada por Renata Vaca, Joaquín Cosío, Óscar Jaenada, Dolores Heredia, Diego Calva, José María de Tavira e Itzan Escamilla.se estrenó el 25 de septiembre de 2024.

## Sinopsis
Marigaby Tamayo (Renata Vaca) es una ambiciosa y talentosa estudiante de medicina durante el día que pasa sus noches salvando vidas a bordo de la ambulancia privada de su familia, recorriendo la enorme, fascinante y llena de contrastes Ciudad de México. Junto a su padre Ramón (Cosío) y sus hermanos Marcus (Calva) y Julito (Bautista), Marigaby hace frente a emergencias médicas extremas para ganarse la vida... Inspirada en el premiado documental "Familia de Medianoche".

## Desarrollo
Familia de medianoche es un documental que se estrenó en 2019 por un interés del director Luke Lorentzen, quien pasó años filmando las labores de la familia Ochoa, un grupo de paramédicos que trabaja en la Ciudad de México. Su historia proyecta el frágil sistema de salud en una ciudad, en donde reflejó que solo 45 ambulancias de gobierno operan para 9 millones de habitantes. 
El 16 de marzo de 2022 Apple TV anunció que realizará una serie dramática para su plataforma Apple TV+, inspirada en dicha historia con Yalitza Aparicio como una de sus protagonistas. El galardonado actor Joaquín Cosío también fue anunciado para interpretar a Ramón, junto al también reconocido histrión español Óscar Jaenada, la cantante, actriz y youtuber Renata Vaca como Marigaby Tamayo, Sergio Bautista como Julito y Diego Calva como Marcus. La actriz colombiana Mariana Gómez, el actor mexicano José María de Tavira, la actriz mexicana Dolores Heredia y el popular actor español Itzan Escamilla también fueron anunciados. Natalia Beristáin fue anunciada como la encargada para dirigir el proyecto, teniendo al director Pablo Larraín y su hermano Juan de Dios Larraín como productores de la serie.
El trabajo del director de cine con Midnight Family fue premiado en Sundance y el Festival de Cine de Guadalajara, enfocada principalmente en todo lo que sucede antes de que una persona llegue al hospital. Con una alta demanda y no suficientes unidades, la familia Ochoa, poseedora de una ambulancia, oferta sus servicios de transporte manera independiente. Esta es la base de la que parte la versión friccionada para la serie, la cual está a la fecha en filmaciones.

## Reparto
- Joaquín Cosío como Ramón Tamayo
- Renata Vaca como Marigaby Tamayo
- Diego Calva como Marcus Tamayo
- Sergio Bautista como Julito Tamayo
- José María de Tavira como Raúl
- Itzan Escamilla como Bernardo
- Mariana Gómez como Cris
- Dolores Heredia como Lety
- Óscar Jaenada como Luke
- Yalitza Aparicio como Nayeli
- Yeraldín Balcázar como Regina
- Arturo Beristáin como Doctor Mario Alonso
- Ximena Ayala como Itzel
- Iván Cortés como Desconocido

### Invitados
- Ana Belén como Eri
- Gilberto Barraza como Chemo
- Mika Kubo como Karen
- Fernando Banda como Joel
- Sonia Couoh como Aurora
- Karina Gidi como Doctora Gomez
- Lucio Giménez Cacho como Jonah
- Gabriela Núñez como Señora Ofelia
- Asbel Ramses como Nanis
- Gustavo Sánchez Parra como José Luis Compadre
- Luis Eduardo Yee como Doctor Flores
- Christian Gnecco Quintero como Esteban
- Fernando Álvarez Rebeil como Maik
- Sam Thomason como Nick
- Sídney Robote como Paramédico
- Azalia Ortiz como Enfermera

## Equipo
- Fotografía fija: Camila Mata Lara